# KNVB-Pokal 1910/11
Der KNVB-Pokal 1910/11 war die 13. Auflage des niederländischen Fußball-Pokalwettbewerbs. Pokalsieger wurde Quick Den Haag. Das Team setzte sich im Finale gegen HFC Haarlem durch. Erstmals seit 1901 nahmen keine Reservemannschaften teil.

## Modus
Alle Begegnungen wurden in einem Spiel ausgetragen. Bei unentschiedenem Ausgang wurde zur Ermittlung des Siegers eine Verlängerung von zweimal 7½ Minuten gespielt. Stand danach kein Sieger fest, folgte eine weitere Verlängerung von zweimal 7½ Minuten. War danach immer noch keine Entscheidung gefallen, wurde das Spiel auf dem Platz des Gegners wiederholt. Wenn auch das drittes Spiel unentschieden endete, ging es in die Verlängerung, bis ein Tor fiel.

## 1. Runde
| Datum      |                        | Ergebnis  |                      |
| ---------- | ---------------------- | --------- | -------------------- |
| 06.11.1910 | Zeelandia Middelburg   | 1:3       | DOS Utrecht          |
| 06.11.1910 | DOSB Amsterdam         | 0:1       | Volharding Amsterdam |
| 06.11.1910 | AFC Amsterdam          | 4:1       | DSV Delden           |
| 06.11.1910 | LAC Frisia Leeuwarden  | 2:1       | AVV Amsterdam        |
| 06.11.1910 | HFC Haarlem            | 5:3       | HBS Craeyenhout      |
| 06.11.1910 | GVV Forward Groningen  | 1:5       | Blauw Wit Amsterdam  |
| 06.11.1910 | BSV Allen Weerbaar     | 05:0 1    | EVV Enschede         |
| 06.11.1910 | Zwolsche AC            | 05:0 1    | Alcmaria Victrix     |
| 06.11.1910 | Biltsche VC            | 0:1       | Heracles Almelo      |
| 06.11.1910 | BVV Wilhelmina         | 1:1 n. V. | Be Quick Zutphen     |
| 13.11.1910 | Be Quick Zutphen       | 5:2       | BVV Wilhelmina       |
| 06.11.1910 | Ajax Amsterdam         | 2:1       | Rapiditas Weesp      |
| 06.11.1910 | RFC Xerxes             | 5:0       | DSV Concordia Delft  |
| 06.11.1910 | BVC Bloemendaal        | 0:3       | HVV Hengelo          |
| 06.11.1910 | SVV Schiedam           | 05:0 1    | Sportclub Enschede   |
| 06.11.1910 | ZVV Zaandam            | 4:3       | VV De Spartaan       |
| 06.11.1910 | Willem II Tilburg      | 6:1       | SV Kampong           |
| 06.11.1910 | Neerlandia Amsterdam   | 2:4       | DGS Deventer         |
| 06.11.1910 | VVS Den Haag           | 4:0       | Sparta Hilversum     |
| 06.11.1910 | Sparta Rotterdam       | 05:0 1    | Haarlemse FC EDO     |
| 06.11.1910 | Amstel Watergraafsmeer | 05:0 1    | EMM Middelburg       |
| 06.11.1910 | RAP Amsterdam          | 6:3       | HVV Den Haag         |
| 06.11.1910 | VVA/Spartaan Amsterdam | 2:4       | Dordrechtsche FC     |
| 06.11.1910 | Victoria Hilversum     | 05:0 1    | UC & VV Hercules     |
| 06.11.1910 | Vlaardingsche FC       | 1:3       | HVV Tubantia         |
| 06.11.1910 | UVV Utrecht            | 0:6       | Velox Wageningen     |
| 06.11.1910 | Quick Den Haag         | 8:1       | HVC Amersfoort       |
| 06.11.1910 | PEC Zwolle             | 2:4       | Koninklijke HFC      |
| 06.11.1910 | DEC Amsterdam          | 4:1       | RV & AV Neptunus     |
| 06.11.1910 | ODO Arnheim            | 0:2       | MVVO Middelburg      |
| 04.12.1910 | Zaanlandsche FC        | 1:3       | Go Ahead Deventer    |
| 04.12.1910 | Voorwaarts Utrecht     | 00:5 1    | RFC Rotterdam        |

1 Wertung; EVV Enschede, Alcmaria Victrix, Sportclub Enschede, Haarlemse FC EDO, EMM Middelburg, USV Hercules

## Zwischenrunde
| Datum      |                    | Ergebnis |                        |
| ---------- | ------------------ | -------- | ---------------------- |
| 04.12.1910 | UC & VV Hercules   | 5:1      | Amstel Watergraafsmeer |
| 04.12.1910 | DGS Deventer       | 05:0 1   | ZVV Zaandam            |
| 04.12.1910 | AFC Amsterdam      | 6:1      | Ajax Amsterdam         |
| 04.12.1910 | Koninklijke HFC    | 05:0 1   | Heracles Almelo        |
| 04.12.1910 | RFC Xerxes         | 05:0 1   | Zwolsche AC            |
| 04.12.1910 | SVV Schiedam       | 5:1      | Dordrechtsche FC       |
| 04.12.1910 | Quick Den Haag     | 2:1      | Blauw Wit Amsterdam    |
| 04.12.1910 | Velox Wageningen   | 0:4      | Be Quick Zutphen       |
| 04.12.1910 | VVS Den Haag       | 4:0      | RAP Amsterdam          |
| 04.12.1910 | HFC Haarlem        | 5:0      | HVV Tubantia           |
| 01.01.1911 | Go Ahead Deventer  | 4:1      | HVV Hengelo            |
| 08.01.1911 | DOS Utrecht        | 2:1      | DEC Amsterdam          |
| 08.01.1911 | MVVO Middelburg    | 05:0 1   | LAC Frisia Leeuwarden  |
| 08.01.1911 | Sparta Rotterdam   | 3:2      | RFC Rotterdam          |
| 15.01.1911 | Willem II Tilburg  | 05:0 1   | Volharding Amsterdam   |
|            | BSV Allen Weerbaar | Freilos  |                        |

## 2. Runde
| Datum      |                   | Ergebnis  |                    |
| ---------- | ----------------- | --------- | ------------------ |
| 01.01.1911 | Koninklijke HFC   | 2:0       | BSV Allen Weerbaar |
| 08.01.1911 | DGS Deventer      | 3:3 n. V. | VVS Den Haag       |
| 19.02.1911 | VVS Den Haag      | 05:0 1    | DGS Deventer       |
| 05.02.1911 | Willem II Tilburg | 7:0       | SVV Schiedam       |
| 19.02.1911 | UC & VV Hercules  | 1:2       | RFC Xerxes         |
| 19.02.1911 | Go Ahead Deventer | 0:6       | HFC Haarlem        |
| 19.02.1911 | MVVO Middelburg   | 3:2       | AFC Amsterdam      |
| 26.02.1911 | Be Quick Zutphen  | 3:2       | Sparta Rotterdam   |
| 12.03.1911 | DOS Utrecht       | 0:8       | Quick Den Haag     |

## Viertelfinale
| Datum      |                  | Ergebnis |                   |
| ---------- | ---------------- | -------- | ----------------- |
| 12.03.1911 | VVS Den Haag     | 1:4      | MVVO Middelburg   |
| 02.04.1911 | Koninklijke HFC  | 0:2      | HFC Haarlem       |
| 09.04.1911 | Quick Den Haag   | 8:1      | Willem II Tilburg |
| 09.04.1911 | Be Quick Zutphen | 0:1      | RFC Xerxes        |

## Halbfinale
| Datum      |             | Ergebnis |                 |
| ---------- | ----------- | -------- | --------------- |
| 16.04.1911 | HFC Haarlem | 4:3      | MVVO Middelburg |
| 30.04.1911 | RFC Xerxes  | 1:2      | Quick Den Haag  |

## Finale
| HFC Haarlem                            | HFC Haarlem | Quick Den Haag | Quick Den Haag |
| -------------------------------------- | --- | --- | -------------- |
| HFC Haarlem                            | \| 7. Mai 1911 in Jan Gijzenkade, Haarlem \| \| Ergebnis: 0:1 (0:1) \| \| Schiedsrichter: Sam Bronkhorst \| \| Spielbericht \|                                    | \| 7. Mai 1911 in Jan Gijzenkade, Haarlem \| \| Ergebnis: 0:1 (0:1) \| \| Schiedsrichter: Sam Bronkhorst \| \| Spielbericht \| | Quick Den Haag |
| HFC Haarlem                            | Jules Utermark – Rik Serne, Nico de Wolf – Sim Veen, Bert Healy sr., Albert Haak – Martien Houtkooper, Jan Bakker, Gerrit Bouwmeester, Jur Haak, Bernard Philips. | Ferzenaar – Otten, Blankert – Loos, Bosschart, Kollman – Welcker, Triebel, Remus, Japikse, F. Tymstra.                         | Quick Den Haag |
| HFC Haarlem                            | 0:1 Remus | | Quick Den Haag |
| 7. Mai 1911 in Jan Gijzenkade, Haarlem | | |                |
| Ergebnis: 0:1 (0:1)                    | | |                |
| Schiedsrichter: Sam Bronkhorst         | | |                |
| Spielbericht                           | | |                |